# Mons
Mons (/mɔ̃s/ en neerlandés: Bergen) es una ciudad belga, capital de la provincia de Henao, en la Región Valona. Situada cerca de la frontera con Francia, se encuentra al este del distrito de Borinage, antiguo centro minero del país.

## Historia

### Antigüedad y Edad Media

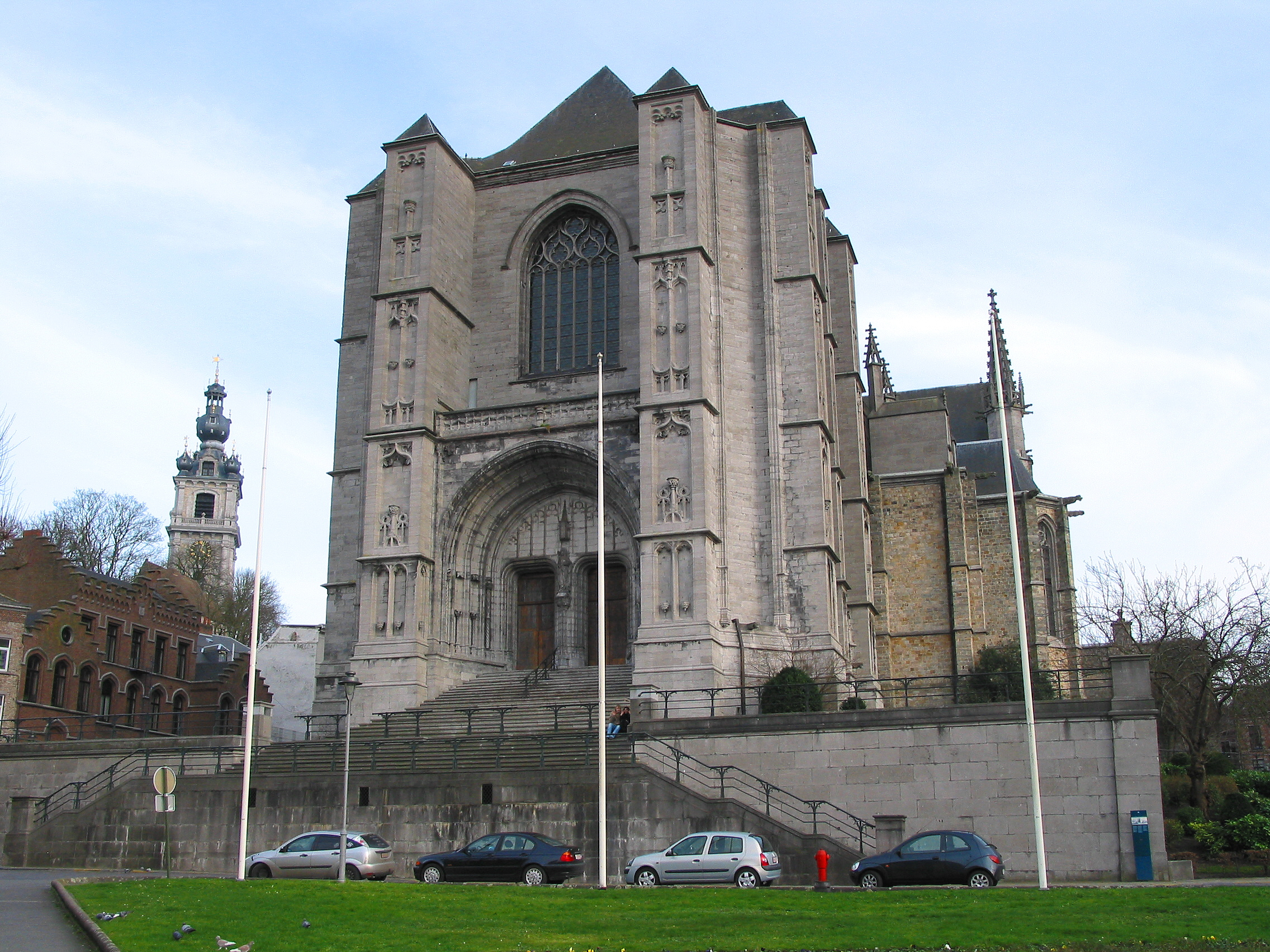
La colegiata de San Waltrude y el campanario.

Los primeros signos de actividad en la región de Mons se encuentran en Spiennes, donde se encontraron algunas de las mejores herramientas de sílex en Europa que datan del período neolítico. Cuando Julio César llegó a la región en el siglo I a. C., la región fue colonizada por los nervios, una tribu belga. Se construyó un castrum en la época romana, dándole al asentamiento su nombre en latín Castrilocus; el nombre se cambió luego a Montes para la montaña en la que se construyó el castrum. En el siglo VII, Saint Ghislain y dos de sus discípulos construyeron un oratorio o capilla dedicada a los santos Pedro y Pablo cerca de la colina de Mons, en un lugar llamado Ursidongus, hoy día conocido como Saint-Ghislain. Poco después, Santa Valdetrudis (en francés: Sainte Waudru), hija de uno de los intendentes de Clotario II, llegó al oratorio y fue proclamada santa a su muerte en 688. Fue canonizada en 1039.
Al igual que Ath, su vecino del noroeste, Mons se convirtió en una ciudad fortificada por el conde Balduino IV de Henao en el siglo XII. La población creció rápidamente, el comercio floreció y se erigieron varios edificios comerciales cerca del Grand’Place. En el siglo XII también vio la aparición de los primeros ayuntamientos. La ciudad tenía 4700 habitantes a fines del siglo XIII. Mons sucedió a Valenciennes como la capital del condado de Henao en 1295 y creció a 8900 habitantes a fines del siglo XV. En la década de 1450, Matheus de Layens se hizo cargo de la construcción de la iglesia de Saint Waltrude de Jan Spijkens y restauró el ayuntamiento.

### Edad Moderna
En 1515, Carlos V hizo un juramento en Mons como Conde de Henao. En este período de su historia, la ciudad se convirtió en el objetivo de diversas ocupaciones, comenzando en mayo de 1572 con la toma por los rebeldes protestante de Luis de Nassau, que esperaba despejar el camino para que el líder hugonote francés Gaspar de Coligny se opusiera al dominio español. Después del asesinato de De Coligny durante la masacre del día de San Bartolomé, el duque de Alba tomó el control de Mons el 19 de septiembre de 1572 en nombre del rey católico de España. De 1580 a 1584, se convirtió en la capital de los Países Bajos Españoles.
El 10 de abril de 1691, después de un asedio iniciado el 15 de marzo, el ejército de Luis XIV conquistó la ciudad, que nuevamente sufrió muchas bajas. En 1697 la ciudad fue devuelta a España en el tratado de Rijswijk. Durante la guerra de sucesión española, estuvo bajo el control Borbónico de 1701 al 20 de octubre de 1709 cuando es tomada por las tropas de la Alianza de La Haya, después de su victoria en la batalla de Malplaquet. En 1714, Mons se entregó a Austria bajo los términos del Tratado de Utrecht. Pero los franceses no se rindieron; Luis XV volvió a tomar la ciudad en 1746, devolviéndola dos años después a Austria mediante el tratado de Aquisgrán. Después de la batalla de Jemappes en 1792, el área de Henao fue anexionada a Francia y Mons se convirtió en la capital del distrito de Jemappes.

### SigloXIX
Tras la caída del Primer Imperio francés en 1814, el rey Guillermo I de los Países Bajos fortificó fuertemente la ciudad. Sin embargo, en 1830, Bélgica obtuvo su independencia y se tomó la decisión de desmantelar ciudades fortificadas como Mons, Charleroi y Namur. La eliminación real de las fortificaciones solo ocurrió en la década de 1860, lo que permitió la creación de grandes bulevares y otros proyectos urbanos. La Revolución Industrial y la minería de carbón convirtieron a Mons en un centro de industria pesada, lo que influyó fuertemente en la cultura y la imagen de la región de Borinage en su conjunto. Se convertiría en una parte integral del sillón industrial, la columna vertebral industrial de Valonia.

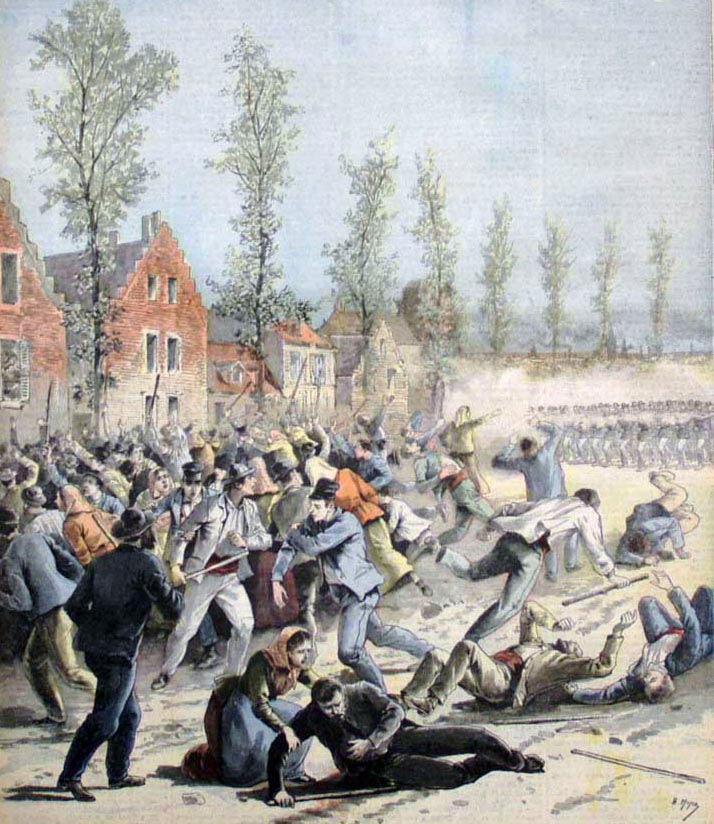
Disturbios en Mons el 17 de abril de 1893 con motivo de una huelga general

El 17 de abril de 1893, entre Mons y Jemappes, siete huelguistas fueron asesinados por la guardia cívica al final de la huelga general belga de 1893. La ley propuesta sobre el sufragio universal fue aprobada al día siguiente por el Parlamento belga. Esta huelga general fue una de las primeras huelgas generales en un país industrial.

### Batalla de Mons
Del 23 al 24 de agosto de 1914, tuvo lugar la batalla de Mons, la primera librada por el ejército británico en la Primera Guerra Mundial. Los británicos se vieron obligados a retirarse con poco más de 1600 bajas, y la ciudad permaneció ocupada por los alemanes hasta su liberación por el cuerpo canadiense durante los últimos días de la guerra.

### Segunda Guerra Mundial
Durante la Segunda Guerra Mundial, como un importante centro industrial, la ciudad fue fuertemente bombardeada y varias escaramuzas tuvieron lugar en septiembre de 1944 entre las tropas estadounidenses y las fuerzas alemanas en retirada.

### Actualidad
Después de la guerra, la mayoría de las industrias decayeron.

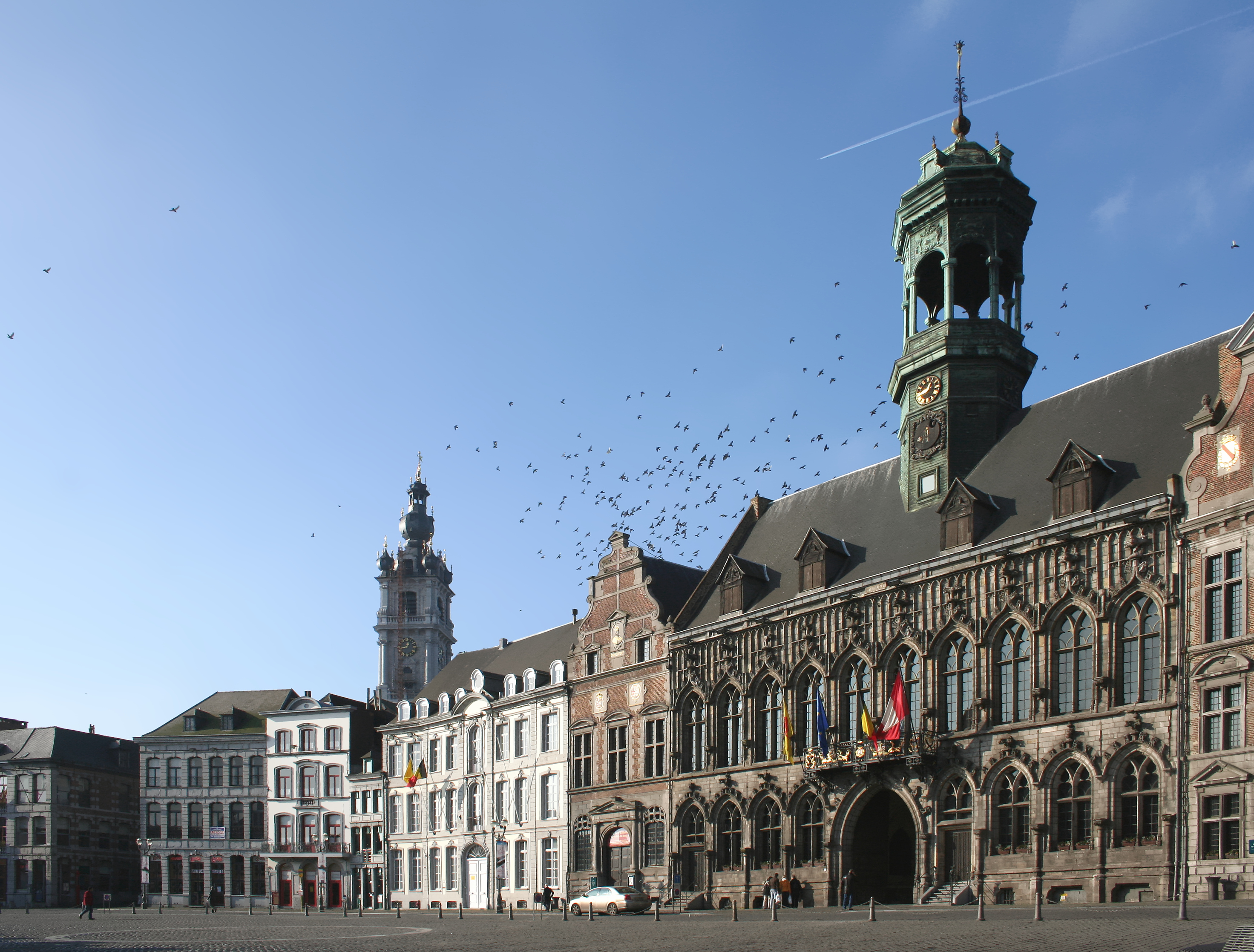
La plaza central y el ayuntamiento de Mons con el campanario al fondo.

El cuartel general supremo de la OTAN, Allied Powers Europe (SHAPE) fue reubicado en Casteau, un pueblo cerca de Mons, desde Roquencourt, en las afueras de París, después de la retirada de Francia de la estructura militar de la alianza en 1967. La reubicación de SHAPE en esta región particular de Bélgica fue en gran medida una decisión política, basada en gran parte en las deprimidas condiciones económicas de la zona en ese momento con el objetivo de impulsar la economía de la región.
Una revuelta en la prisión de Mons tuvo lugar en abril de 2006 luego de quejas de prisioneros sobre condiciones de vida y tratamiento; No se informaron muertes como resultado de los disturbios, pero el evento centró la atención en las cárceles de toda Bélgica. Hoy, la ciudad es una importante ciudad universitaria y centro comercial.

## Geografía

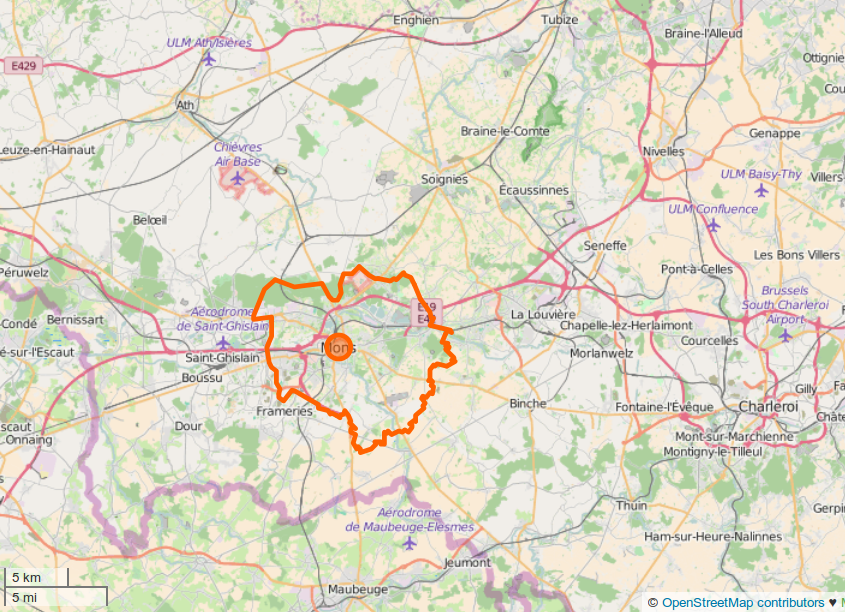
Límites de Mons

### Secciones del municipio
El municipio comprende los antiguos municipios, que se fusionaron en 1972 y 1977:
- Mons
- Cuesmes
- Ghlin
- Hyon
- Nimy
- Obourg
- Ciply
- Harmignies
- Harveng
- Havré
- Jemappes
- Maisières
- Mesvin
- Nouvelles
- Saint-Symphorien
- Spiennes
- Villers-Saint-Ghislain

## Demografía
Todos los datos históricos relativos al actual municipio, el siguiente gráfico refleja su evolución demográfica, incluyendo municipios después de efectuada la fusión el 1 de enero de 1977.
| Gráfica de evolución demográfica de Mons entre 1846 y 2019 |
|                                                            |

## Transporte
Mons se encuentra a lo largo de la carretera N-56. También se accede a través de la ruta europea E42, que es una continuación de la Autoroute A2 francesa, que une los campos de batalla británicos de la Primera Guerra Mundial de Mons con los Campos de batalla de Somme.
La estación de tren de Mons abrió el 19 de diciembre de 1841.
Un pequeño aeródromo de aviación general del aeródromo de Saint-Ghislain se encuentra cerca para aviones privados.

## Educación
|  | Universidad                                       | Fundación | Acrónimo | Tipo                                                      |
|  | ------------------------------------------------- | --------- | -------- | --------------------------------------------------------- |
|  | Universidad de Mons                               | 2009      | UMONS    | Universidad pública de la Comunidad francófona de Bélgica |
|  | Universidad Católica de Lovaina en Hainaut - Mons | 1965      | FUCAM    | Universidad católica                                      |

## Deportes
| Equipo               | Deporte    | Competición                 | Estadio                | Creación |
| -------------------- | ---------- | --------------------------- | ---------------------- | -------- |
| RAEC Mons            | Fútbol     | Primera División de Bélgica | Stade Charles Tondreau | 1909     |
| Belfius Mons-Hinault | Baloncesto | Ligue Ethias                | Mons Arena             | 1959     |

Anualmente se ha celebrado en Mons el torneo Ethias Trophy, de las ATP Challenger Series.

## Capital Europea de la Cultura
| Predecesor: Riga Umea | Capital Europea de la Cultura junto con Plzen 2015 | Sucesor: Breslavia San Sebastián |

## Ciudades hermanadas
- Briare (Francia)
- Changsha (China)
- Little Rock (Estados Unidos)
- Thoissey (Francia)
- Vannes (Francia)